# ميرانتي دو فالي

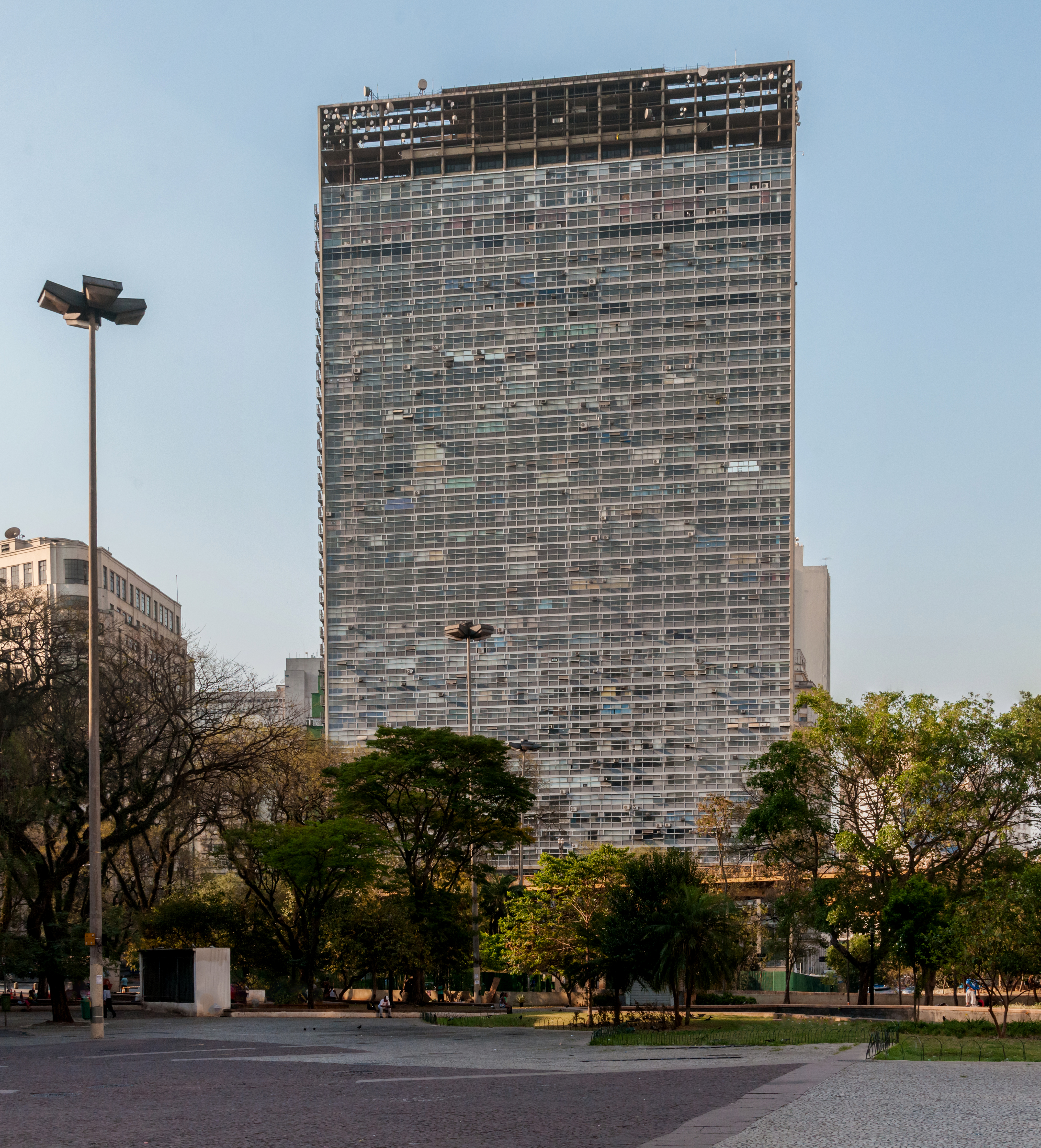
بالمرصاد وادي

ميرانتي دو فالي (بالبرتغالية: Mirante do Vale‏) هو ناطحة سحاب في مدينة ساو باولو، هو حاليا أعلى مبنى في البرازيل، له 170 مترا، والأرضيات 51 و75.000 متر مربع. اكتمل في عام 1960، ويقع في وسط المدينة.

## وصلات خارجية
- Mirante do Vale, official Web site